# 前卫镇 (绥中县)
前卫镇，是中华人民共和国辽宁省葫芦岛市绥中县下辖的一个乡镇级行政单位。

## 行政区划
前卫镇下辖以下地区：
永兴社区、兴卫社区、古塔村、三道村、东大村、西大村、长江村、井山村、北台村、老边村、选将村、九门村、冯家村和背荫嶂村。